# Mehmet Çakır

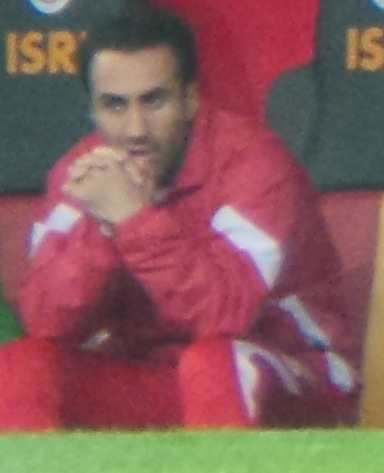
Mehmet Çakır

Mehmet Çakır é um jogador de futebol do Chipre do Norte. Foi vice-artilheiro da ELF Cup em 2006.